# Boulevard de l'Europe (Nantes)
Pour les articles homonymes, voir Boulevard de l'Europe.
Le boulevard de l'Europe est un projet d'artère, à Nantes, en France.

## Situation et accès
Située dans le quartier Malakoff - Saint-Donatien, ce boulevard qui devrait être d'une longueur d'environ 600 mètres, débuterait depuis le boulevard de Berlin, au niveau de la place du Bihoreau-Gris et longerait les voies ferrées de la gare de Nantes, passant devant la façade nord de la gare sud pour rejoindre le quai Malakoff. Sur son tracé, elle doit rencontrer l'allée de Bristol et la rue Marcel-Paul.

## Origine du nom
Cette voie porte le nom d'Europe en référence à l'Union européenne. 

## Historique
Son nom a été adopté à la suite d'une délibération du conseil municipal du 9 février 2018, reprenant la dénomination d'un ancien boulevard qui avait été créé lors de l'aménagement de la cité HLM de Malakoff à la fin des années 1960 (délibération du 30 juin 1969), mais qui fut supprimé à la suite du projet de renouvellement urbain Malakoff-Pré Gauchet lors d'une délibération du conseil municipal du 31 mars 2017,.

## Voies latérales

### Allée de Bristol
Le conseil municipal approuve, le 5 octobre 2012, l'attribution de ce nom en référence à la ville de Bristol qui fut capitale verte de l'Europe en 2015. Cette voie doit relier le boulevard de l'Europe à celui de Berlin.

### Coordonnées des lieux mentionnés
1. ↑  Allée de Bristol : 47° 12′ 59″ N, 1° 32′ 18″ O